# Birgit Prinz
Birgit Prinz (Frankfurt am Main, 25 de Outubro de 1977) é uma ex-futebolista profissional alemã. Ganhadora de três medalhas olímpicas de bronze, e vencedora do prêmio melhor jogadora da FIFA de: 2003, 2004 e 2005.

## Carreira
Prinz nasceu em Frankfurt am Main, Alemanha Ocidental, onde se preparou para se tornar uma fisioterapeuta. Fez sua estreia na Seleção da Alemanha com apenas 16 anos de idade. Prinz está no 1. FFC Frankfurt (primeiro clube de futebol feminino) desde Julho de 1994. Recebeu uma oferta da equipe feminina do Real Madrid em 2006, mas preferiu continuar em sua equipe atual.
Foi eleita em 2003, 2004 e 2005 a melhor jogadora do mundo pela FIFA, e foi a "Jogadora de Futebol do Ano" da Alemanha de 2001 até 2007. Ela marcou sete gols pela Alemanha no Mundial Feminino de 2003 da FIFA como centroavante, e jogou também de titular nas Olimpíadas de 2004. Na Copa do Mundo de Futebol Feminino de 2007, novamente foi à final da competição sendo ao mesmo tempo a melhor jogadora e líder de sua seleção e novamente foi campeã mundial.
Disputou as olimpíadas de 1996, 2000, 2004 e 2008, conquistando a medalha de bronze nas três últimas participações.

## Aposentadoria
Em 2011, aos 33 anos, anunciou sua aposentadoria.
| “ | "O futebol é uma das grandes paixões da minha vida, por isto me custou muito pôr fim a este capítulo. Esta não é uma decisão fácil para mim. Mas agora parece ser o momento certo | ” |

## Títulos
Seleção da Alemanha
- Copa do Mundo de Futebol Feminino: 2003 e 2007
- Eurocopa Feminina: 1995, 1997, 2001, 2005 e 2009

1. FFC Frankfurt
- Copa da UEFA Feminina: 2001-02, 2005-06 e 2007-08
- Campeonato Alemão: 1999, 2001, 2002, 2003, 2005 e 2007
- Copa da Alemanha: 1999, 2000, 2001, 2002, 2003, 2007 e 2008

### Campanhas de destaque
Seleção da Alemanha
- Copa do Mundo de Futebol Feminino - 2º lugar (1995)
- Jogos Olímpicos - medalha de bronze (2000, 2004, 2008)

1. FFC Frankfurt
- Copa da UEFA Feminina - 2º lugar (2003-04)

## Prêmios
- Futebolista Alemão do Ano: 2001, 2002, 2003, 2004, 2005, 2006, 2007, 2008
- Melhor jogadora do mundo pela FIFA: 2003, 2004, 2005

## Artilharia
Seleção da Alemanha
- Copa do Mundo de Futebol Feminino - 7 gols (2003)
- Jogos Olímpicos - 5 gols (2004)